# Dyschoriste bayensis
Dyschoriste bayensis är en akantusväxtart som beskrevs av Mats Thulin. Dyschoriste bayensis ingår i släktet Dyschoriste och familjen akantusväxter. Inga underarter finns listade i Catalogue of Life.